# Sub specie aeternitatis
Der lateinische Ausdruck sub specie aeternitatis („unter dem Gesichtspunkt der Ewigkeit“) wird meist in der Literatur in dem Sinne gebraucht, dass man sein Denken und Handeln nicht auf das vergängliche Diesseits richten solle, sondern auf die ewigen Werte, die mit Gott und dem Jenseits bzw. allem zeitlich Enthobenen gleichgesetzt werden.
Der Ausdruck wurde von Spinoza geprägt in seinem philosophischen Hauptwerk Ethica more geometrico demonstrata Teil 5, Lehrsatz 29. ff. (1677 posthum erschienen). Spinoza verwendet den Ausdruck, um die Sichtweise des Philosophen zu charakterisieren. Der philosophische Geist sehe die Dinge nicht in ihren trügerischen vielfältigen Erscheinungen, sondern als die eine und einzige unendliche und ewige Substanz, die er „Gott oder Natur“ nennt (Deus sive Natura). Da species auch Gestalt bedeutet, könnte man den Ausdruck ebenfalls frei übersetzen mit: in der Gestalt der ewigen Substanz.